# 最後的情書
《最後的情書》（英語：Last Letter），乃日本「映像作家」岩井俊二所導演的電影，是他呼應1995年經典電影《情書》的作品，特別邀請《情書》男女主角豐川悅司與中山美穗客串一角。 
電影敘述女主角的姐姐去世了，姐姐的女兒鮎美告訴她，有一張邀請姐姐出席同學會的請柬。女主角想在同學會宣告姐姐的死訊，卻被眾人誤作未咲，更重遇她的初戀對象。女主角索性冒認姐姐通信，一封信連繫着各人，姐姐死亡的真相、過去及現在、埋藏在各人心底的初戀回憶。

## 人物角色
| 角色名稱            | 演員       | 備註                 |
| ------------------- | ---------- | -------------------- |
| 岸邊野裕里          | 松隆子     |                      |
| 遠野鮎美            | 廣瀨鈴     | 裕里姐姐女兒         |
| 遠野未咲            | 廣瀨鈴分飾 | 裕里已去世姐姐       |
| 岸邊野宗二郎        | 庵野秀明   | 裕里丈夫             |
| 岸邊野颯香/遠野裕里 | 森七菜分飾 | 裕里女兒及裕里少年期 |
| 岸邊野瑛斗          | 降谷凪     | 未咲兒子             |
| 岸邊野昭子          | 水越惠子   | 宗二郎母親           |
| 波止場正三          | 小室等     | 野昭子老師           |
| 乙坂鏡史郎          | 福山雅治   | 裕里初戀對象         |
| 乙坂鏡史郎(少年)    | 神木隆之介 | 回憶中               |
| 遠野幸吉            | 鈴木慶一   | 裕里父親             |
| 遠野純子            | 木内绿     | 裕里母親             |
| 阿藤                | 豐川悅司   | 未咲前夫             |
| 阿藤同居女友        | 中山美穗   |                      |

## 工作人員
- 原作：岩井俊二
- 監督・劇本・編劇：岩井俊二
- 音樂：小林武史
- 主題歌：森七菜《カエルノウタ》（作詞：岩井俊二。作編曲：小林武史）
- 製作：市川南
- 執行製片：山内章弘
- 企劃：川村元氣
- 製片人：水野昌、臼井真之介
- 攝影監督：神户千木
- 美術：都築雄二、倉本愛子
- 造型：申谷弘美
- 監督：佐藤毅
- 發行：東寶

## 外部連結
- 雅虎電影：最後的情書 （页面存档备份，存于）
- YouTube上的【最後的情書】HD中文正式電影預告